# Кашмир (конь)
Кашмир (англ. Kashmir) — ирландский жеребец, скакун, чистокровная верховая лошадь, прошедший тренировки во Франции, наиболее известный своей победой в классических скачках 2000 Guineas в 1966 году. Кашмир был одним из ведущих двухлеток французской школы 1965 года, когда он выиграл Приз Роберта Папена и занял призовые места в скачках на Приз Морни и Prix de la Forêt. Следующей весной он выиграл Приз Джебель, а затем победил двадцать четыре соперника в 2000 Guineas. В двух последующих скачках он потерпел поражение и был отдан в конюшню, где добился значительных успехов как производитель. Во время скачек в Великобритании конь был известен как Кашмир II.

## Биография
Кашмир появился в Ирландии благодаря селекционной работе Джейн Левинс Мур. Его цвет описывался как «чёрный» «гнедой» или «коричневый». 
Кашмир произошёл от жеребца Тюдор Мелоди (англ. Tudor Melody, с англ. — «Тюдорская мелодия»), который принадлежал Мур. Это был лучший британский двухлетний жеребец своего поколения, а затем успешный производитель. Среди других его потомков, наряду с Кашмиром, были Мэджик Флейт (англ. Magic Flute, с англ. — «Волшебная флейта», участница скачек Coronation Stales), Уэлш Пейджент (англ. Welsh Pageant, с англ. — «Уэльский конкурс», участник скачек Королевы Елизаветы II) и Тюдор Мьюзик (англ. Tudor Music, с англ. — «Тюдоровская музыка», участник Июльского кубка). 
Маткой Кашмира была Квин-оф-Спид (англ. Queen of Speed, с англ. — «Королева скорости»). Она выиграла две небольшие скачки, а также произвела на свет Ник-оф-Тайм (англ. Nick of Time, с англ. — «Последний момент»), мать победителя Золотого кубка Аскота, Эримо Хоука (англ. Erimo Hawk, с англ. — «Ястреб Эримо»).
В годовалом возрасте Кашмир был отправлен на продажу в Ньюмаркет, где его купил за 8600 гиней представитель Питера Батлера. Жеребёнок был отправлен на тренировку к Мику Бартоломью во Францию.

## Скаковая карьера

### 1965: двухлетний сезон
В начале 1965 года Кашмир проявил себя как быстрый и резвый жеребёнок, выиграв гонку Prix du Début на 800 метров в Сен-Клу и Prix de Martinvast на 1000 метров в Лоншане. В июле жеребёнок был переведён в более высокий класс для участия в престижном призе Роберта Папена на ипподроме Мезон-Лаффит. Под управлением британского жокея Лестера Пигготта он выиграл у Барбара, а Солей занял третье место. В следующем месяце Кашмир занял третье место после Солей в скачках на приз Морни на ипподроме Довиля, а в сентябре он занял второе место после Сильвер Шарк в скачках на приз Ла Рошетт. Сильвер Шарк победил более старших спринтеров в скачках на приз аббатства Лоншан в том же году. В своём последнем выступлении в сезоне Кашмир также был испытан против лошадей старшего возраста в 1400-метровом Prix de la Forêt в Лоншане и финишировал вторым после пятилетнего Ред Слиппера.

### 1966: трёхлетний сезон
Кашмир начал свой трёхлетний сезон с победы в 1400-метровой скачке на приз Джебель на Мезон-Лаффит. Затем он впервые и единственный раз участвовал в скачках за пределами Франции, когда он был отправлен в Англию для участия в скачках 2000 Guineas на дистанции Rowley Mile в Ньюмаркете 27 апреля 1966 года. Им управлял британский жокей Джимми Линдли, и он стартовал с коэффициентом 7/1 на поле из двадцати пяти участников. За два фурлонга до финиша Линдли использовал ускорение Кашмира, чтобы получить преимущество в три длины, и хотя его соперники сократили разрыв на последних стадиях, он победил с небольшим отрывом от Грейт Нефью, а третьим стал Селтик Сонг.
По возвращении во Францию Кашмир финишировал третьим после Силвер Шарка и Барбара в призе Жана Прата в Лоншане в июне. После единственного последующего выступления Кашмир не занял призового места и был снят с соревнований.

## Оценка
Независимая организация Timeform присвоила Кашмиру пиковый годовой рейтинг 125. В своей книге A Century of Champions, основанной на модифицированной версии системы Timeform, Джон Рэндалл и Тони Моррис оценили Кашмира как «неполноценного» победителя 2000 Guineas.

## Потомки
После вывода со скачек Кашмир стал успешным племенным жеребцом. Среди его потомков лучшими победителями были: Moulines (Пул для испытаний жеребят), Думка (англ. Dumka) (Пул для испытаний жеребят, матка Доюн), Голубой Кашемир (англ. Blue Cashmere) (Нанторп Стейкс), Камиция (англ. Kamicia) (Приз Вермейля) и Лайтнинг (англ. Lightning) (Приз Исфахана). Его последние жеребята родились в 1981 году.

## Родословная
| Жеребец Тюдор Мелоди (англ. Tudor Melody) (Великобритания) 1956  | Тюдор Минстрель (англ. Tudor Minstrel) (Великобритания) 1944 | Оуэн Тюдор (англ. Owen Tudor)     | Гиперион (англ. Hyperion)                  |
| Жеребец Тюдор Мелоди (англ. Tudor Melody) (Великобритания) 1956  | Тюдор Минстрель (англ. Tudor Minstrel) (Великобритания) 1944 | Оуэн Тюдор (англ. Owen Tudor)     | Мэри Тюдор (англ. Mary Tudor)              |
| Жеребец Тюдор Мелоди (англ. Tudor Melody) (Великобритания) 1956  | Тюдор Минстрель (англ. Tudor Minstrel) (Великобритания) 1944 | Сансоннет (англ. Sansonnet)       | Сансовино (англ. Sansovino)                |
| Жеребец Тюдор Мелоди (англ. Tudor Melody) (Великобритания) 1956  | Тюдор Минстрель (англ. Tudor Minstrel) (Великобритания) 1944 | Сансоннет (англ. Sansonnet)       | Леди Джурор (англ. Lady Juror)             |
| Жеребец Тюдор Мелоди (англ. Tudor Melody) (Великобритания) 1956  | Мательда (англ. Matelda) (Великобритания) 1947               | Данте (англ. Dante)               | Неарко (англ. Nearco)                      |
| Жеребец Тюдор Мелоди (англ. Tudor Melody) (Великобритания) 1956  | Мательда (англ. Matelda) (Великобритания) 1947               | Данте (англ. Dante)               | Рози Ледженд (англ. Rosy Legend)           |
| Жеребец Тюдор Мелоди (англ. Tudor Melody) (Великобритания) 1956  | Мательда (англ. Matelda) (Великобритания) 1947               | Фейрли Хот (англ. Fairly Hot)     | Соларио (англ. Solario)                    |
| Жеребец Тюдор Мелоди (англ. Tudor Melody) (Великобритания) 1956  | Мательда (англ. Matelda) (Великобритания) 1947               | Фейрли Хот (англ. Fairly Hot)     | Фейр Хот (англ. Fair Cop)                  |
| Кобыла Куин-оф-Спид (англ. Queen of Speed) (Великобритания) 1950 | Блю Трейн (англ. Blue Train) (Ирландия) 1944                 | Блю Питер (англ. Blue Peter)      | Фейрвей (англ. Fairway)                    |
| Кобыла Куин-оф-Спид (англ. Queen of Speed) (Великобритания) 1950 | Блю Трейн (англ. Blue Train) (Ирландия) 1944                 | Блю Питер (англ. Blue Peter)      | Фэнси-Фри (англ. Fancy Free)               |
| Кобыла Куин-оф-Спид (англ. Queen of Speed) (Великобритания) 1950 | Блю Трейн (англ. Blue Train) (Ирландия) 1944                 | Сан Чериот (англ. Sun Chariot)    | Гиперион (англ. Hyperion)                  |
| Кобыла Куин-оф-Спид (англ. Queen of Speed) (Великобритания) 1950 | Блю Трейн (англ. Blue Train) (Ирландия) 1944                 | Сан Чериот (англ. Sun Chariot)    | Кларенс (англ. Clarence)                   |
| Кобыла Куин-оф-Спид (англ. Queen of Speed) (Великобритания) 1950 | Бишопкорт (англ. Bishopscourt) (Великобритания) 1945         | Хиз Грейс (англ. His Grace)       | Блендфорд (англ. Blandford)                |
| Кобыла Куин-оф-Спид (англ. Queen of Speed) (Великобритания) 1950 | Бишопкорт (англ. Bishopscourt) (Великобритания) 1945         | Хиз Грейс (англ. His Grace)       | Мальва (англ. Malva)                       |
| Кобыла Куин-оф-Спид (англ. Queen of Speed) (Великобритания) 1950 | Бишопкорт (англ. Bishopscourt) (Великобритания) 1945         | Джурисдикшен (англ. Jurisdiction) | Эбботс Трейс (англ. Abbots Trace)          |
| Кобыла Куин-оф-Спид (англ. Queen of Speed) (Великобритания) 1950 | Бишопкорт (англ. Bishopscourt) (Великобритания) 1945         | Джурисдикшен (англ. Jurisdiction) | Леди Джурор (англ. Lady Juror, Family 9-c) |

- Кашмир был инбридирован 4 × 4 с Гиперионом, что означает, что этот жеребец дважды появляется в четвёртом поколении его родословной. Он также был инбридирован 4 × 4 с племенной кобылой Lady Juror.